# روبن أونيل
روبن أونيل (بالإنجليزية: Robin O'Neil) هو مؤرخ بريطاني، ولد في القرن العشرين.